# Obrona Boernerowa
Obrona Boernerowa, także obrona osiedla łączności Babice – starcie zbrojne podczas obrony Warszawy w trakcie kampanii wrześniowej 1939 roku.
Początkowo Boernerowo znajdowało się poza głównym pierścieniem obrony Warszawy. 15 września zostało obsadzone przez III batalion 26 pułku piechoty pod dowództwem mjr. Jacka Decowskiego. Powstał w ten sposób wysunięty ośrodek oporu, którego zadaniem było ściągnąć na siebie pierwsze niemieckie uderzenie na stolicę. Polski batalion zdołał utrzymać osiedle aż do rana 27 września, kiedy to został rozbity szturmem dolnosaksońskiej 19 Dywizji Piechoty.

## Preludium

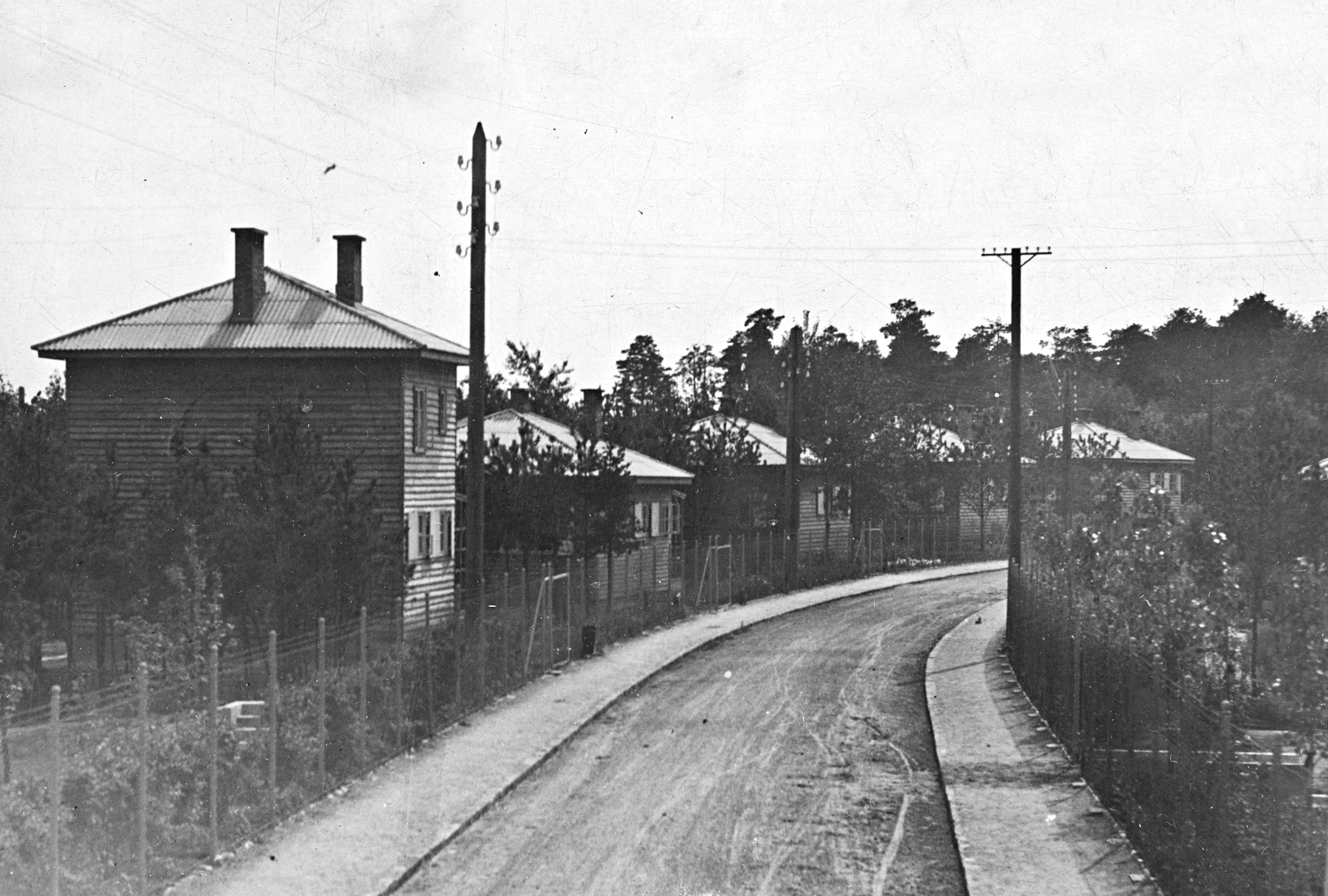
Ulica Bawełniana na osiedlu Boernerowo w 1939 roku

W lutym 1922 roku na terenie podwarszawskiej gminy Blizne, między wsiami Blizne, Babice, Klaudyn, Wawrzyszew i Gać, przystąpiono do budowy Transatlantyckiej Centrali Radiotelegraficznej. Jej uruchomienie nastąpiło 1 października 1923 roku, a uroczyste otwarcie – 17 listopada tego roku. Część urządzeń stacji nadawczej ulokowano w forcie IIA „Babice”. W 1932 roku narodziła się inicjatywa zbudowania na tym terenie osiedla mieszkaniowego, przeznaczonego dla pracowników służby łączności. Budowa rozpoczęła się rok później. Osiedle drewnianych domów jednorodzinnych wznoszono przy Lesie Bemowskim, po obu stronach szosy rokadowej, która łączyła Groty z Wawrzyszewem. Do wybuchu II wojny światowej zbudowano 275 domów mieszkalnych i kilka budynków użyteczności publicznej, a liczba mieszkańców sięgnęła 1,5 tys. We wrześniu 1936 roku osiedlu nadano nazwę Boernerowo, na cześć jego założyciela – Ignacego Boernera.
1 września 1939 roku nazistowskie Niemcy rozpoczęły zbrojną agresję przeciwko Polsce. Już w pierwszym dniu wojny Boernerowo padło ofiarą nalotu Luftwaffe. Najwięcej niemieckich bomb spadło w rejonie ulic Łączności i POW. 6 września, reagując na apel szefa propagandy Sztabu Naczelnego Wodza ppłk. Romana Umiastowskiego, wielu rezerwistów udało się na wschód. W Boernerowie pozostały głównie kobiety z dziećmi. Dwa dni później zawieszono działalność Transatlantyckiej Centrali Radiotelegraficznej.
Gdy w pierwszych dniach września przystąpiono do pośpiesznego organizowania obrony lewobrzeżnej Warszawy, przedmieścia stolicy i znajdujące się tam forty dawnej carskiej twierdzy pozostały nieobsadzone. Ze względu na szczupłość sił, które znajdowały się początkowo w dyspozycji Dowództwa Obrony Warszawy, gen. Walerian Czuma postanowił bowiem bronić się w oparciu o zwartą zabudowę miejską.
Wraz z krzepnięciem obrony i odparciem pierwszego niemieckiego szturmu Polacy zintensyfikowali jednak działania na zachodnim przedpolu Warszawy. Dowódca odcinka „Warszawa-Zachód” płk Marian Porwit rozkazał intensywnie patrolować przedpole i wysunąć silne czaty na linię Siekierki–Czerniaków–Królikarnia–Wyględów–Rakowiec–Szczęśliwice–Czyste–Górce.

## Przebieg walk

### Obsadzenie osiedla przez III/26 pp
14 września oddział niemieckiego 33. pułku piechoty zmotoryzowanej, wsparty kilkunastoma czołgami, przeprowadził natarcie ze Starych Babic w kierunku wsi Blizne i Górce. Niemcy zostali zatrzymani ogniem polskiej artylerii, niemniej udało im się wyprzeć z Boernerowa wysuniętą placówkę Batalionu Stołecznego. Polscy żołnierze zajęli nowe pozycje obronne na wydmach zwanych Szwedzkimi Górami.
Na wieść o tych wypadkach Dowództwo Obrony Warszawy wydało rozkaz rozpoznania bojem zachodniego przedpola i odzyskania Boernerowa. Zadanie to otrzymał III batalion 26 pp. Jednostka ta, dowodzona przez mjr. Jacka Decowskiego, przybyła do Warszawy ze Lwowa 7 września. W pierwszych dniach oblężenia zajmowała pozycje na Żoliborzu.
III/26 pp wyruszył do natarcia 15 września o godzinie 17:00. Godzinę później zajęto Boernerowo, nie napotykając przy tym niemieckiego przeciwdziałania. Podczas wypadu Polacy mieli zdobyć armatę ppanc. (wg innych źródeł – armatę plot.), motocykl i samochód. Obsadziwszy osiedle, mjr. Decowski skierował na zachód patrole, które osiągnęły linię Mościska – Klaudyn – Blizne. Dzięki opanowaniu Boernerowa pod polską kontrolą znalazły się drogi prowadzące z Leszna do Warszawy i z Puszczy Kampinoskiej do Wawrzyszewa.

### Walki od 16 do 24 września
16 września w godzinach popołudniowych Niemcy ponownie podeszli pod Boernerowo. Udało im się obsadzić kompleks koszarowy 1 paplot, który znajdował się na południe od osiedla. Do kontrataku przystąpiły Batalion Stołeczny wraz z III/26 pp. Po kilkugodzinnej walce Polakom udało się odzyskać koszary i odeprzeć przeciwnika na pozycje wyjściowe. Następnego dnia mjr Decowski otrzymał rozkaz cofnięcia batalionu o jeden kilometr i zorganizowania wysuniętego ośrodka obrony na odcinku Wawrzyszew (wyłącznie) – Bemowo (włącznie) – fort Bema (wyłącznie).
7. kompania III/26 pp, dowodzona przez por. Stanisława Maciejaka, zajęła stanowiska w okopach, które znajdowały się w Lesie Bemowskim i ciągnęły się równolegle do ul. Parkowej (ob. ul. Grotowska), aż do Szosy Fortecznej (ob. ul. Radiowa). 9. kompania, dowodzona przez por. Feliksa Szawłowskiego, zajęła z kolei pas okopów, który rozciągał się od Szosy Fortecznej w kierunku Babic. Odwodowa 8. kompania wraz ze sztabem i kwatermistrzostwem batalionu zakwaterowały się w Boernerowie. W drewnianej kaplicy urządzono szpital polowy.
17 września Niemcy wspierani silnym ogniem artylerii przeprowadzili kilka natarć na pozycje III/26 pp. Ataki te miały charakter lokalny i zostały z łatwością odparte przez Polaków.
17–18 września w okolicach fortu Babice działania podjazdowe prowadził polski Lotniczy Oddział Szturmowy.
Na wieść o toczącej się nad Bzurą bitwie, wielu wyższych oficerów Armii „Warszawa” i Dowództwa Obrony Warszawy domagało się podjęcia działań zaczepnych na zachodnim przedpolu stolicy, których celem byłoby odciążenie armii „Poznań” i „Pomorze”. Dowódca Armii „Warszawa”, gen. Juliusz Rómmel, był jednak temu zdecydowanie przeciwny. Po wielu dniach zwłoki wyraził zgodę jedynie na zorganizowanie lokalnego wypadu. Uderzenie na Blizne i Jelonki, przeprowadzone 18–19 września siłami trzech batalionów piechoty pod dowództwem ppłk. Leopolda Okulickiego, przyniosło jednak tylko skromne zdobycze terenowe.
W czasie tego wypadu III/26 pp podejmował działania, aby odciążyć zgrupowanie ppłk. Okulickiego. 19 września o godzinie 7:00 jego odwodowa 8. kompania przystąpiła do natarcia, osiągając Janów. Pomimo wsparcia udzielonego przez żołnierzy mjr. Decowskiego, Batalion Stołeczny – nacierający w tym czasie na fort Blizne – nie zdołał jednak zdobyć wyznaczonego celu i poniósł ciężkie straty. Do czasu powrotu do głównych sił batalionu, 8. kompania tworzyła w Janowie najdalej na zachód wysuniętą placówkę obrony Warszawy.
20 września patrole III/26 pp opanowały wschodnią część wsi Gać. Pozycje batalionu były tego dnia ostrzeliwane z kierunku Klaudyna. Były także rozpoznawane przez niemieckie patrole, z których jeden przedarł się do Lasu Bemowskiego.
W rozkazie operacyjnym nr 3 z 21 września płk Porwit nakazał III/26 pp samodzielnie bronić ośrodka oporu w Boernerowie, jednocześnie trzymając przyległy teren pod kontrolą ogniową (w łączności z sąsiednimi jednostkami). Boernerowo stanowiło tym samym wysunięty, samodzielny ośrodek oporu, podległy pod względem organizacyjnym dowódcy pododcinka „Północ”. W myśl koncepcji płk. Porwita, w momencie rozpoczęcia szturmu generalnego na Warszawę tego typu wysunięte placówki miały ściągnąć na siebie pierwsze uderzenie Niemców, zmusić ich do wcześniejszego rozwinięcia sił i zdradzenia tym samym głównych kierunków natarcia. Były przy tym – jak zauważa Dariusz Kaliński – „z reguły skazane na poświęcenie”.
21 września w godzinach popołudniowych – jak wynika m.in. ze wspomnień mjr. Decowskiego – Niemcy mieli przypuścić silny atak na Boernerowo, koncentrując się przede wszystkim na pozycjach 9. kompanii. Kontratak batalionowych odwodów miał po ciężkiej walce odepchnąć ich na pozycje wyjściowe. Inne źródła poświęcone historii 26 pp i 5 DP nie wspominają jednak o takim wydarzeniu.
Według stanu na 22 września batalion mjr. Decowskiego liczył 23 oficerów, 132 podoficerów i 701 strzelców. Na jego stanie znajdowało się m.in. 12 ckm-ów, 6 granatników, 2 moździerze i 3 armaty ppanc.. Działania batalionu wspierała 5. bateria III dywizjonu 54 pal, dowodzona przez por. rez. Stanisława Niesłuchowskiego.
23 września o godzinie 4:30 pozycje III/26 pp zostały ostrzelane przez niemiecką artylerię. Następnego dnia około 17:00 polski ośrodek oporu ponownie znalazł się pod ostrzałem niemieckich ciężkich dział, których ogień był koordynowany przez samolot rozpoznawczy. Do ataku na pozycje III/26 pp przystąpiło również niemieckie lotnictwo. Polskie straty były poważne.

### Niemiecki szturm na Warszawę i upadek ośrodka oporu
25 września miał miejsce najsilniejszy od momentu rozpoczęcia wojny nalot Luftwaffe na Warszawę. Jednocześnie Niemcy rozpoczęli działania naziemne, usiłując zlikwidować wysuniętą linię polskiej obrony i wywalczyć dogodniejsze pozycje wyjściowe do szturmu generalnego. Tego dnia od godziny 8:00 pozycje III/26 pp były bombardowane z powietrza. O poranku do natarcia przystąpiła grupa szturmowa z 73 pp, wchodzącego w skład dolnosaksońskiej 19 DP. Niemcom udało się wedrzeć w polskie pozycje, lecz mjr. Decowski osobiście poprowadził odwodową kompanię do kontrataku, wypierając ich z dużymi stratami na pozycje wyjściowe. W walce poległ m.in. dowódca niemieckiej grupy szturmowej. Przez resztę dnia polski ośrodek oporu był intensywnie ostrzeliwany przez niemiecką artylerię i atakowany przez lotnictwo. Płk Porwit, chcąc odciążyć III/26 pp, rozkazał artylerii odcinka „Warszawa-Zachód” ostrzelać niemieckie stanowiska znajdujące się przed osiedlem. Ze względu na niedobory amunicji ostrzał ten nie mógł jednak przynieść zakładanych rezultatów.
26 września ośrodek oporu w Boernerowie nie był szturmowany, gdyż operujący na północ od Warszawy niemiecki XI Korpus Armijny miał przystąpić do decydującego natarcia dopiero następnego dnia. Niemniej przez cały dzień i noc pozycje III/26 pp były ostrzeliwane przez artylerię.
27 września o godzinie 6:00 Niemcy rozpoczęli artyleryjskie przygotowanie ataku. Straty III/26 pp były bardzo poważne, ranny został m.in. dowódca 7. kompanii por. Stanisław Maciejak. Dwie godziny później rozpoczął się szturm. Na polski ośrodek oporu nacierał 73 pp z 19 DP (jego dowódcą był płk Walther von Gündel). Niemcom udało się wedrzeć w pozycje 9. kompanii, której dowódca, por. Feliks Szawłowski, poległ w walce. Na skutek tego włamania sąsiednia 7. kompania, atakowana z dwóch stron, również nie była w stanie utrzymać swoich pozycji. Po ciężkiej walce zdziesiątkowany polski batalion został całkowicie rozbity. Urządzenia Transatlantyckiej Centrali Radiotelegraficznej wpadły w ręce Niemców.
Niewielka liczba polskich żołnierzy zdołała się przedrzeć do Warszawy. Także część żołnierzy 7. kompanii podjęła próbę przebicia się na Żoliborz. Zakończyła się ona jednak niepowodzeniem, a gdy do żołnierzy dotarła wiadomość o rozpoczęciu rokowań w sprawie kapitulacji Warszawy, zdecydowali się złożyć broń.
Fakt, iż niewielki polski oddział przez tak długi czas bronił wysuniętego ośrodka oporu, wzbudził szacunek Niemców. Dowódca 19 DP gen. Günther Schwantes złożył wziętemu do niewoli mjr. Decowskiemu wyrazy uznania.
Szacuje się, że we wrześniu 1939 roku w okolicach Boernerowa poległo około 1000 żołnierzy WP. III/26 pp poniósł straty sięgające około 85–90% stanu wyjściowego. Najwięcej ofiar odnotowano w 9. kompanii, której okopy znajdowały się na otwartym polu.
Po opanowaniu Boernerowa żołnierze Wehrmachtu wypędzili na pobliskie pole przebywających jeszcze na osiedlu mieszkańców, po czym ograbili domy. W czasie wrześniowych walk całkowicie spłonęło 14 domów, a niemal wszystkie pozostałe uległy większym lub mniejszym uszkodzeniom.

## Upamiętnienie
Imię mjr. Jacka Decowskiego nadano skwerowi przed budynkiem klubu Wojskowej Akademii Technicznej przy ul. Archimedesa w Warszawie. 23 września 1989 roku odsłonięto tam pomnik upamiętniający obrońców przedpola Warszawy, którzy we wrześniu 1939 roku walczyli w rejonie Babic i Boernerowa. Pomnik został wykonany w czynie społecznym, jego projektantem był płk dr inż. Bogusław Płaszewski. Odsłonięcia dokonali gen. Krzysztof Owczarek, zastępca komendanta WAT ds. politycznych, oraz uczestnik obrony Boernerowa – por. Stanisław Maciejak. Na pomniku widnieje inskrypcja o treści:

Bohaterskim obrońcom przedpola Warszawy na kierunku Babice – Boernerowo w 50. rocznicę Września mieszkańcy osiedla.
– III batalion 26 pułku piechoty
– Batalion Stołeczny
– I batalion 360 pułku piechoty
– 3 bateria haubic 155 mm 98 dywizjonu artylerii ciężkiej
18–26 IX 1939 r.

Żołnierzy III/26 pp poległych we wrześniu 1939 roku w obronie Boernerowa pogrzebano na cmentarzach w Babicach i Wawrzyszewie.